# Труйца (Нижньосілезьке воєводство)
Труйца (пол. Trójca, нім. Trozendorf) — село в Польщі, у гміні Зґожелець Зґожелецького повіту Нижньосілезького воєводства.
Населення — 645 осіб (2011).
У 1975-1998 роках село належало до Єленьоґурського воєводства.

## Демографія
Демографічна структура станом на 31 березня 2011 року:
|          | Загалом | Допрацездатний вік | Працездатний вік | Постпрацездатний вік |
| -------- | ------- | ------------------ | ---------------- | -------------------- |
| Чоловіки | 315     | 51                 | 239              | 25                   |
| Жінки    | 330     | 56                 | 204              | 70                   |
| Разом    | 645     | 107                | 443              | 95                   |